# 杰克·克拉克 (田径运动员)
杰克·克拉克（英語：Jack Clarke，？—），新西兰男子田径运动员，主攻长跑。他曾代表新西兰参加1950年大英帝国运动会田径比赛，获得男子马拉松铜牌。